# Mervîn, Orativ
Mervîn (în ucraineană Мервин) este un sat în comuna Ceahiv din raionul Orativ, regiunea Vinnița, Ucraina.

## Demografie
Componența lingvistică a localității Mervîn
     Ucraineană (99,18%)
     Alte limbi (0,82%)
Conform recensământului din 2001, majoritatea populației localității Mervîn era vorbitoare de ucraineană (99,18%), existând în minoritate și vorbitori de alte limbi.